# Monerolechia
Monerolechia is een geslacht van korstmossen behorend tot de familie Caliciaceae. De typesoort is Monerolechia bayrhofferi.

## Soorten
Volgens Index Fungorum telt het geslacht vijf soorten (peildatum januari 2022):
| Soortnaam                | Auteur(s)         | Publicatiejaar |
| ------------------------ | ----------------- | -------------- |
| Monerolechia bayrhofferi | (Schaer.) Trevis. | 1857           |
| Monerolechia californica | (H. Magn.) Elix   | 2015           |
| Monerolechia glomerulans | (Müll. Arg.) Elix | 2015           |
| Monerolechia norstictica | Elix              | 2015           |
| Monerolechia papuensis   | Elix              | 2016           |